# Cephalocoema apucaranensis
Cephalocoema apucaranensis är en insektsart som först beskrevs av Liana 1972.  Cephalocoema apucaranensis ingår i släktet Cephalocoema och familjen Proscopiidae. Inga underarter finns listade i Catalogue of Life.